# Manzanal de Arriba
Manzanal de Arriba é um município da Espanha na província de Zamora, comunidade autónoma de Castela e Leão, de área 130,38 km² com população de 438 habitantes (2007) e densidade populacional de 3,37 hab/km².

## Demografia
| Variação demográfica do município entre 1991 e 2004 | Variação demográfica do município entre 1991 e 2004 | Variação demográfica do município entre 1991 e 2004 | Variação demográfica do município entre 1991 e 2004 |
| --------------------------------------------------- | --------------------------------------------------- | --------------------------------------------------- | --------------------------------------------------- |
| 1991                                                | 1996                                                | 2001                                                | 2004                                                |
| 573                                                 | 511                                                 | 459                                                 | 439                                                 |